# Hypodoxa nigraria
Hypodoxa nigraria är en fjärilsart som beskrevs av Felder 1875. Hypodoxa nigraria ingår i släktet Hypodoxa och familjen mätare. Inga underarter finns listade i Catalogue of Life.